# Edoardo Pantano
Edoardo Pantano (Assoro, 14 febbraio 1842 – Roma, 15 maggio 1932) è stato un politico, patriota e scrittore italiano.

## Biografia
Seguì Garibaldi nella spedizione dell'Aspromonte del 1862, sempre fedele alla camicia rossa nel 1866 militò col grado di tenente medico nel corpo dei Carabinieri genovesi prendendo  parte ad altri tentativi insurrezionali.
A Lugano fu tra gli organizzatori dell'Alleanza Repubblicana, partito fondato da Mazzini nel 1869.
Massone, verso il 1880 fu membro della Loggia "Uguaglianza" di Roma.
Al congresso del Patto di fratellanza tenutosi nel 1882 a Genova, dibatté col garibaldino forlivese Antonio Fratti, di ispirazione saffiana, sulla partecipazione dei repubblicani alle competizioni elettorali: Pantano era favorevole, mentre Fratti, intransigente, si dichiarò nettamente contrario.
Deputato di sinistra, nel 1899 fu tra i più risoluti nell'applicare la tattica dell'ostruzionismo per impedire l'approvazione delle leggi liberticide di Luigi Pelloux.
Oltre al Mazzini, ebbe rapporti di assidua collaborazione con Aurelio Saffi, che fu il principale erede politico di Mazzini e l'anima del mazzinianesimo municipalista, Maurizio Quadrio, Giovanni Bovio e Mario Rapisardi.
Fu ministro dell'agricoltura, dell'industria e del commercio durante il primo governo Sonnino nel 1906, ministro dei lavori pubblici durante il Governo Nitti I nel biennio 1919- 1920. Nel 1921 fu nominato senatore. Fu direttore de Il Secolo di Milano e raccolse i suoi ricordi in un libro, Memorie.
(Epigrafe di Mario Rapisardi)

## Opere
- Sulla lirica di Dante e di Petrarca, Palermo, Tip. del precursore G. Polizzi & C., 1865.
- Questione morale. Lettere [di] E. Pantano, Roma, A cura del comitato centrale italiano per l'abrogazione dei regolamenti che danno sanzione governativa alla prostituzione, 1877,
- La situazione per Edoardo Pantano. Lettura fatta in Roma il 9 febbrajo 1878 nelle sale del Circolo Centrale Repubblicano, Roma, Tip. Ripamonti e c., 1878.
- Il vespro e i Comuni, in collaborazione con Mario Rapisardi e Giovanni Bovio, Catania, N. Giannotta, 1882.
- L'industria degli spiriti e l'economia nazionale. Col testo della legge e del regolamento sugli spiriti e relativi commenti, Roma, F.lli Bocca, 1889.
- Memorie. Dai rintocchi della Gancia a quelli di S. Giusto. 1, 1860-1870, Bologna, Azzoguidi, 1933.